# Vojvoda od Cornwalla
Vojvodina Cornwall (engl. Duchy of Cornwall) bila je prva vojvodina koja je stvorena u perstvu Engleske.

## Trenutačni vojvoda Cornwalla
Sadašnji vojvoda Cornwalla je princ William, najstariji sin kralja Karla III., vladajućeg britanskog monarha (od 2022.) 
Vojvodom od Cornwalla, William je postao nakon smrti svoje bake kraljice Elizabete 8. rujna 2022., kada je njegov otac postao kralj sve su se njegove titule automatski prebacile na Williama.

## Vojvode Cornwalla, tvorba iz 1376.
Kada je njegov nasljednik Edvard Woodstočki, princ Walesa i vojvoda Cornwalla umro prije njega, Edvard III. dodijelio je Woodstockovu sinu Rikardu novo stvoreni naslov vojvode Cornwalla. Kada je Rikard stupio 1377. na prijestolje kao Rikard II. ovaj je naslov ujedinjen s krunom.
također princ Walesa i erl Chestera (1376.)
- Rikard Bordoški, prince Walesa, 1. vojvoda Cornwalla (1367. – 1400.)

## Više informacija
- vojvodina Cornwall
- Duchy Originals, robna marka organske proizvodnje
- vojvoda Rothesayja
- popis tema vezanih za Cornwall

## Vanjske poveznice
- Vojvodina Cornwall  Arhivirana inačica izvorne stranice od 9. kolovoza 2012. (Wayback Machine) na mrežnom sjedištu princa Walesa
- Guardian Unlimited article
- Celtic Frontier or County Boundary? Competing discourses of a late nineteenth century British border  Arhivirana inačica izvorne stranice od 24. rujna 2005. (Wayback Machine)